# Yoyooyoy
Yoyooyoy er et København-baseret musikkollektiv og pladeselskab, der har eksisteret siden 2000.
Kollektivets musikalske output kendetegnes ved oftest at være stærkt eksperimenterende og støjende.
Således bevæger medlemmerne sig inden for genrer som free jazz, experimenterende musik, støjrock, elektronisk musik og avantgarde.
Yoyooyoy er grundlag for musikgrupper som f.eks. Kirsten Ketsjer, Frisk Frugt, Fjernsyns Fjernsyn, Lights People, Slütspürt, Yoke & Yohs, Smilets By, Forkert og Den Nørrejyske Ø's Stororkester for Opløst Mønstermusik.
Yoyooyoy står bag festivalen Yoyooyoy – the festival og har derudover optrådt på festivaler som Roskilde Festival, Elektronisk Jazzjuice, Copenhagen Jazz Festival og Wundergrund, foruden omfattende turnévirksomhed i udlandet.

## Udvalgt diskografi
- Fjernsyn Fjernsyn: Øl og Pølser #2 (CD-R 2002)
- Forkert: live at copenhagen jazzfestival 2003 (CD-R 2003)
- yoyo oyoy compilation vol. 2 (CD-R 2004)
- Frisk Frugt: Frisk Frugt (CD-R 2004)
- Tietze Tokesen: the birth of edelholtz gerdinson (3"CD-R 2004)
- SLÜTSPÜRT – dyrene tager over (CD-R 2005)
- Glædelig Fugl (limited edition yoyo oyoy compilation) (2 x CD-R 2005)
- Smilets By: Smilets By (CD-R 2006)
- Johns Lunds: Johns Lunds (LP 2006)
- Frisk Frugt: Guldtrompeten (LP 2006)
- Kirsten Ketsjer The Rock Band: "Ffffoo K Tsscchh" (CD 2007)
- YOKE & YOHS (7" 2007)
- Gud er Kvinde: Gud er Kvinde (7" 2008)
- YOKE & YOHS: THE MYTH OF THE TOTEM (LP 2008)
- DEN NØRREJYSKE Ø's STORORKESTER FOR OPLØST MØNSTER MUSIK (LP+DVD 2009)
- Supermelle anbefaler: Musik fra Mali og Burkina Faso – Ved hilsen tager de trommer i munden (kassettebånd 2009)
- Johns Lunds: Johns Lunds Plays Tunes in C (7" 2009)
- Frisk Frugt: Dansktoppen møder Burkina Faso i det himmelblå rum hvor solen bor, suite (LP 2010)